# Wieniamin Kusznariow
Wieniamin Michajłowicz Kusznariow (ros. Вениамин Михайлович Кушнарёв, ur. 1 stycznia?/14 stycznia 1902 w stanicy Noworogowskaja w obwodzie kubańskim, zm. 19 sierpnia 1986 w miejscowości Pieriediełkino w obwodzie moskiewskim) – radziecki polityk.

## Życiorys
W latach 1921–1922 był słuchaczem szkoły partyjnej w Taszkencie, w 1923 przyjęto go do RKP(b), 1924-1926 służył w Armii Czerwonej, 1926-1934 pracował w instytucjach gospodarczych w Taszkencie. Od 1934 do 1937 studiował w Akademii Przemysłowej, od 1937 do stycznia 1938 był p.o. przewodniczącego Komitetu Wykonawczego Ordżonikidzewskiej Rady Krajowej, od 1938 do marca 1939 instruktorem odpowiedzialnym KC WKP(b), a od 2 marca 1939 do 30 kwietnia 1942 I sekretarzem Maryjskiego Komitetu Obwodowego WKP(b). Od 1942 do 1946 ponownie służył w Armii Czerwonej, po demobilizacji został zastępcą przewodniczącego Komitetu Wykonawczego Kurskiej Rady Obwodowej, 1948-1955 kierował obwodowym oddziałem przemysłu lokalnego w Kursku, a od 1955 do 1957 zarządzał obwodowym trustem zbożowym w Kursku. Był odznaczony Orderem Wojny Ojczyźnianej I klasy i Orderem Czerwonej Gwiazdy.